# Suraua
Suraua is een plaats en voormalige gemeente in het Zwitserse kanton Graubünden, en maakt deel uit van het district Surselva. Tussen 2002 en 2012 was Suraua een zelfstandige gemeente in het Zwitserse kanton Graubünden, die deel uitmaakte van het district Surselva en eind 2012 238 inwoners telde. Thans is het een Nachbarschaft van de gemeente Lumnezia.
Suraua kwam op 1 januari 2002 tot stand door het samengaan van Camuns, Surcasti, Tersnaus en Uors-Peiden. Het gemeentehuis stond in Uors, dat tot 1963 een afzonderlijke gemeente was en van 1963 tot 2002 één gemeente vormde met Peiden.
Op 1 januari 2013 fuseerde Suraua met Cumbel, Degen, Lumbrein, Morissen, Vignogn, Vella en Vrin tot de gemeente Lumnezia, die het grootste deel van het Val Lumnezia omvat.

## Geboren
- Nino Schurter (1986), wielrenner
- Isabel Derungs (1987), snowboardster

- Gemeinsame Normdatei: 1059410184
- Historisch woordenboek van Zwitserland: 047666
- Virtual International Authority File: 311187719
- WorldCat: E39PBJghkTHw8M8FrHXPj3k4bd